# Hostel, chapitre II
Pour les articles homonymes, voir Hostel.
Série Hostel
Hostel
(2006) Hostel, chapitre III
(2011)
Pour plus de détails, voir Fiche technique et Distribution.
Hostel, chapitre II ou L'Auberge 2 au Québec (Hostel: Part II), est un film américano-tchéco-italo-islando-slovaque réalisé par Eli Roth, sorti en 2007. Il fait suite au film Hostel sorti deux ans plus tôt.

## Synopsis
Note : Le début du film ne tient pas compte des évènements de la fin alternative du premier film.

Paxton (Jay Hernández), ayant réussi à échapper à ses tortionnaires, a refait sa vie avec Stéphanie (Jordan Ladd), et vivent tous les deux dans une grande maison de campagne appartenant à la grand-mère de Stéphanie. Cependant, Paxton n'a pas parlé aux autorités de tout ce qu'il a vécu. Malheureusement, un des tortionnaires du Elite Hunting le retrouve et le tue le réduisant au silence.
Beth, Whitney et Lorna sont trois étudiantes parties prendre des vacances en Europe pendant l'été, avec la ferme intention de se rendre à Prague. Pendant un voyage en train pour le moins mouvementé, elles font la connaissance d'Axelle, une belle Italienne, qui leur propose de l'accompagner en Slovaquie pour un week-end dans un établissement de cure. Attirées par cette offre, les trois jeunes femmes la suivent et tombent au cœur d'une horrible machination.
Contrairement au premier volet, Hostel, chapitre II met davantage l'accent sur la psychologie des tueurs et non celle des victimes. On y rencontre donc un riche homme d'affaires, Todd, excité à l'idée de commettre son tout premier meurtre, et un de ses amis, Stuart, beaucoup plus réticent, qui s'est vu offrir cette « activité » comme cadeau d'anniversaire. Ils choisissent leur victime grâce à un système de vente aux enchères.
Lorna se laisse séduire par un Slovaque d'apparence inoffensive, et, malgré les mises en garde de Beth, accepte de le suivre pour une balade en barque. Elle se rend rapidement compte qu'il s'agit d'un piège : enfermée dans une pièce sombre et pendue nue la tête en bas, elle subit, impuissante, des tortures par une femme plus âgée et nue elle aussi, et finit par se faire trancher la gorge puis meurt en se vidant de son sang.
Après avoir cédé aux avances de Miroslav, Whitney disparait mystérieusement, et Beth manque de se faire capturer à son tour. Elle est sauvée de justesse par Axelle alors qu'elle se fait sauvagement tabasser par de jeunes délinquants qui sont des gitans (ceux qu'on a vus pendant l'arrivée des filles et de plus l'un d'eux est tué par le chef de Elite Hunting). Son répit est de courte durée. À peine remise de ses émotions, elle comprend qu'Axelle les a toutes les trois piégées.
Todd a payé pour tuer Whitney, et il prend un malin plaisir à la torturer psychologiquement avant de faire un faux mouvement, lui arrachant le dessus du crâne. Écœuré, il ne peut finir le travail et s'enfuit, pour finir dévoré par les chiens des gardes, car comme le veut le contrat : « Toute personne qui se présente ici ne repart jamais sans avoir tué ».
Alors que Stuart semble sur le point de libérer Beth, il se rend compte de sa soumission et décide de flatter son ego en tuant sa victime. Il achève d'abord Whitney pour quelques dollars de plus. Beth se débat et assomme son agresseur avant de l'attacher à la chaise qui la retient captive, et finit par négocier sa liberté en devenant à son tour le bourreau, en émasculant Stuart, et le laissant se vider de son sang. Beth devint une membre de Elite Hunting. Elle assouvit enfin totalement sa vengeance avec l'aide des jeunes gitans en décapitant Axelle, dont la tête est utilisée comme ballon de foot par les jeunes gitans.

## Fiche technique
- Titre original : Hostel : Part II
- Titre français : Hostel, chapitre II
- Titre québécois : L'Auberge 2
- Réalisation : Eli Roth
- Scénario : Eli Roth
- Musique : Nathan Barr
- Photographie : Milan Chadima
- Montage : George Folsey Jr.
- Production : Chris Briggs, Mike Fleiss & Eli Roth
- Sociétés de production : Screen Gems, Lionsgate, Next Entertainment, Raw Nerve et International Production Company
- Sociétés de distribution : Lionsgate (États-Unis), Sony Pictures Releasing France (France)
- Pays de production :  États-Unis,  République tchèque,  Italie,  Islande,  Slovaquie
- Langue : Anglais, Slovaque, Italien, Tchèque
- Format : Couleur - DTS - Dolby Digital - SDDS - Dolby - 35 mm - 2.35:1
- Genre : Horreur
- Budget : 10,2 millions de $
- Durée : 95 min
- Dates de sortie :
  - États-Unis : 8 juin 2007
  - France : 11 juillet 2007
- Classification :
  - France : Interdit aux moins de 16 ans avec avertissement
  - Québec : 18+

## Distribution
- Lauren German (VQ : Kim Jalabert) : Beth
- Bijou Phillips (VF : Barbara Beretta ; VQ : Stéfanie Dolan) : Whitney
- Roger Bart (VF : Mario Pecqueur ; VQ : Tristan Harvey) : Stuart
- Richard Burgi (VF : Bernard Métraux ; VQ : Daniel Picard) : Todd
- Vera Jordanova (VQ : Claudia-Laurie Corbeil) : Axelle
- Heather Matarazzo (VQ : Violette Chauveau) : Lorna
- Milan Knazko (VF : Igor De Savitch ; VQ : Mario Desmarais) : Sasha
- Zuzana Geislerová (VF : Martine Irzenski ; VQ : Julie Burroughs) : Inya
- Jay Hernández (VF : Jérôme Pauwels ; VQ : Martin Watier) : Paxton[1]
- Jordan Ladd (VQ : Mélanie Laberge) : Stephanie
- Patrik Zigo (VQ : Nicolas Bacon) : Chef du Bubble Gum Gang
- Milda Jedi Havlas : Jedi
- Roman Janecka : Roman
- Stanislav Ianevski : Miroslav
- Edwige Fenech : La professeure d'art

## Bande originale
- Orchestral music by Nathan Barr
- Habanera, extraite de Carmen de Georges Bizet
- Na tem nasem natoni, Dragoste de tigan, Ceresnicky, Hora martisuromi, Zalet sokol, Zala travu, Steku gyutes-magyar, Pytala sa kocka kocky, Synećku... Synećku... (traditionnels), interprétés par Varmuzova Cimbalova Muzika
- Commando X, composé et interprété par Dixxx, James Cole, Hugo Toxxx, Lucas Skunkwalker et Risto Sokolovski
- Les Yeux noirs (traditionnel)
- The Surgeon, composé par Eli Roth

## Autour du film
- Dans son second volet, Eli Roth déclare sur le site officiel du film qu'il a préféré mettre en scène des jeunes filles, qui contraste avec les étudiants du premier volet pour « attendrir » le spectateur, et augmenter ainsi l'effet « horrifiant ».
- Dans une scène, Lorna (Heather Matarazzo) est attachée nue par les pieds, la tête en bas, à 1,50 m du sol, au-dessus d'une baignoire dans laquelle une tortionnaire (Monica Malacova), nue également, la lacère avec une faux afin d'être baignée de sang. Cela fait directement référence aux types de sévices prétendument exercés par Élisabeth Báthory, ayant vécu au XVIe siècle et croyant au pouvoir de jouvence du bain de sang de jeunes filles vierges.
- Lors de l'arrivée des jeunes filles dans l'auberge de jeunesse, on peut voir un extrait de Pulp Fiction doublé en slovaque, en hommage au producteur du film, Quentin Tarantino. Ce clin d'œil est déjà présent dans Hostel, cette fois avec la discussion, désormais culte, autour des fast-foods en Europe.
- Le film comporte plusieurs caméos en hommage au cinéma d'horreur, et plus largement au cinéma de genre italien. Ruggero Deodato, réalisateur du film d'horreur culte Cannibal Holocaust, apparaît dans le rôle d'un client cannibale, tandis qu'Edwige Fenech et Luc Merenda, deux vedettes du cinéma italien des années 1970, font eux aussi de brèves apparitions.
- Les deux acteurs Richard Burgi et Roger Bart ont déjà joué ensemble dans le célèbre feuilleton américain Desperate Housewives. Le premier jouait le rôle de l'ex-mari de Susan Mayer, tandis que l'autre était l'ex-fiancé de Bree Van de Kamp à la seconde saison.

### SagaHostel
- 2005 : Hostel d'Eli Roth
- 2007 : Hostel, chapitre II (Hostel: Part II) d'Eli Roth
- 2011 : Hostel, chapitre III (Hostel: Part III) de Scott Spiegel